# Universität Enna

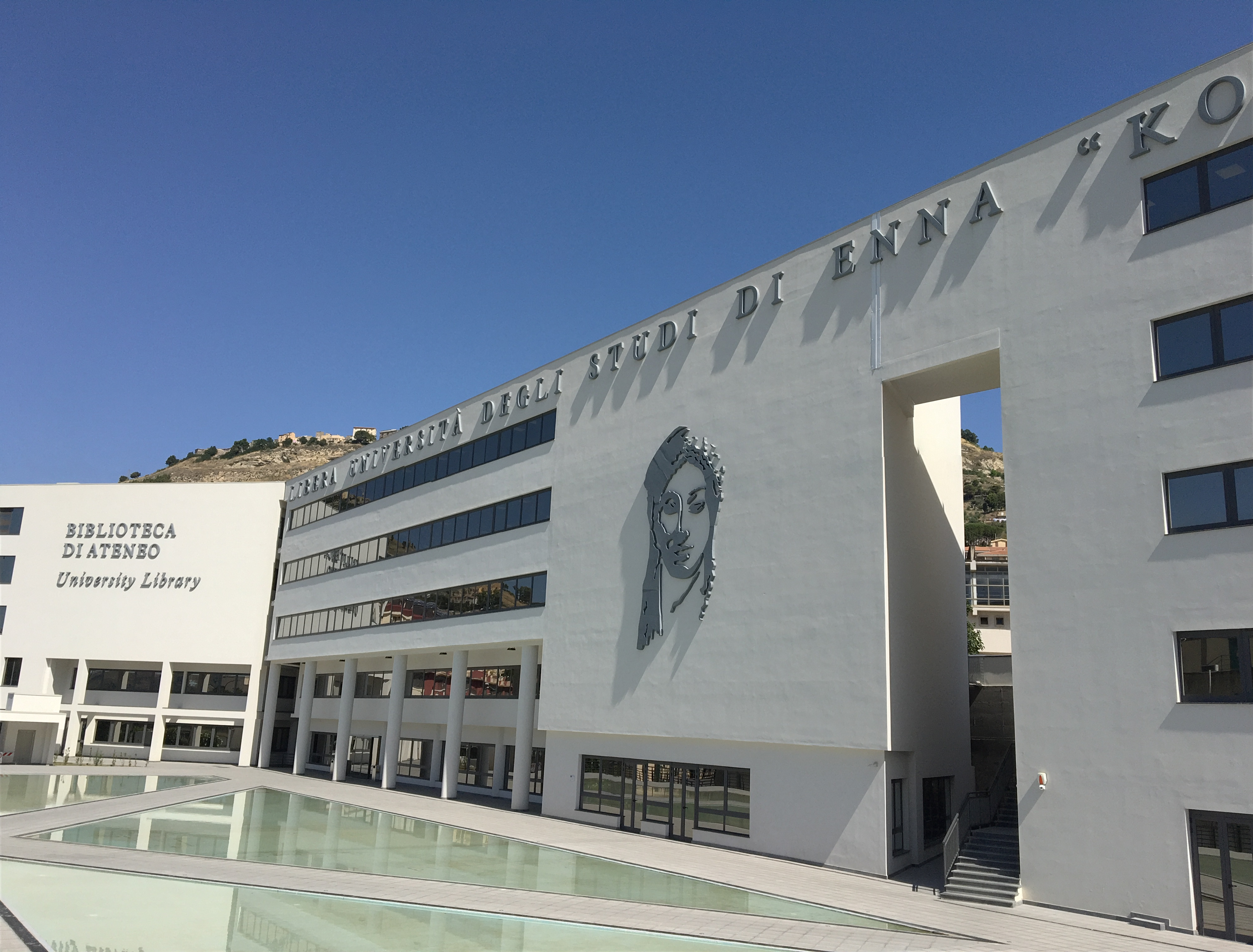
Die neue Kore-Bibliothek, ein architektonisch besonders wertvolles Bauwerk, ist zum Symbol der Universität geworden

Die Universität Enna, ausführlicher Universität Kore Enna (UKE) (italienisch Università degli Studi di Enna “Kore”; lateinisch Studiorum Universitas Hennae), ist eine Universität in Enna in Zentralsizilien.
Sie ist nach den Universitäten von Catania, Messina und Palermo die vierte in Sizilien und eine der wenigen nichtstaatlichen Universitäten in Italien.
Die Universität entstand aus einer Initiative der Stiftung Kore in Zusammenarbeit mit den Universitäten von Catania und Palermo, die ab 1995 auch Kurse in Enna durchführten. Am 15. September 2004 wurde die Universität Enna durch ein Dekret des italienischen Ministeriums für Bildung, Universitäten und Forschung als eigenständige Einrichtung errichtet. Von 140 Studenten im Anfangsjahr stieg die Studentenzahl auf 7000 an.
Namensgeberin ist die griechische Göttin Kore, auch als Persephone bekannt, Tochter der Fruchtbarkeitsgöttin Demeter (lateinisch Ceres). Der Name wurde gewählt, weil das zentralsizilianische Freie Gemeindekonsortium Enna aufgrund seiner fruchtbaren Erde und Bedeutung der Landwirtschaft den Beinamen „Provinz der Ceres“ (Provincia di Cerere) trägt.
Die Universität hat fünf Fakultäten:
- Kulturgüter (Architektur und Archäologie)
- Wirtschaft
- Recht
- Ingenieurwesen
- Geisteswissenschaften